# Theobromeae
Theobromeae es una tribu de fanerógamas perteneciente a la familia Malvaceae.

## Géneros
- Abroma
- Guazuma
- Herrania
- Kleinhovia
- Scaphopetalum
- Theobroma